# توني بولز
توني بولز (بالإنجليزية: Tony Boles)‏ هو لاعب كرة قدم أمريكية أمريكي، ولد في 11 ديسمبر 1967 في توماسفيل في الولايات المتحدة.